# Arthur (2011)
Arthur (bra: Arthur, o Milionário Irresistível; prt: Arthur) é um filme de 2011 escrito por Peter Baynham e dirigido por Jason Winer. É um remake do filme de mesmo nome de 1981 (escrito e dirigido por Steve Gordon). É estrelado por Russell Brand, com Helen Mirren, Jennifer Garner, Greta Gerwig e Nick Nolte.

## Elenco
- Russell Brand como Arthur Bach.
- Helen Mirren como Lillian Hobson.
- Jennifer Garner como Susan Johnson.
- Greta Gerwig como Naomi Quinn.
- Luis Guzmán como Bitterman.
- Nick Nolte como Burt Johnson.
- Geraldine James como Vivienne Bach.
- Evander Holyfield como ele mesmo.
- Jennie Eisenhower como Alexis.
- Christina Calph como Tiffany.
- John Hodgman como gerente da loja de doces Dylan's Candy Bar
- Skai Jackson como Menina

## Produção
Em dezembro de 2008, a Warner Bros. anunciou que estava desenvolvendo um remake do filme de 1981 com Russell Brand. Em fevereiro de 2009, foi anunciado que Peter Baynham, o escritor de Borat, estava trabalhando em um roteiro.
Em março de 2010, foi anunciado que Jason Winer, mais conhecido por dirigir episódios de Modern Family, seria escalado como diretor. Helen Mirren, que já havia trabalhado com Brand em The Tempest (2010), se juntou ao elenco em abril. Greta Gerwig foi escalada como o interesse amoroso de Arthur em maio, com Nick Nolte e Jennifer Garner se juntando no mês seguinte.
As roupas da Russell Brand foram inspiradas em Lapo Elkann.